# Paypal
Paypal Holdings Inc. eller endast Paypal (marknadsförs som PayPal) är ett e-handelsföretag som erbjuder tjänster för betalningar och penningöverföringar över Internet och via smartmobil. Med Paypal kan man betala och överföra pengar utan att avslöja sina betalningsuppgifter, och man kan välja att betala med antingen kontosaldot på Paypal eller med det kreditkort som man har valt att koppla till sitt Paypal-konto. Paypal fungerar som ett elektroniskt alternativ till traditionella betalningsmetoder så som checkar och betalningsanvisningar.    
Paypal har över 173 miljoner aktiva konton på 203 marknader och 57 valutor över hela världen. Paypal grundades 1998 av bland andra Elon Musk och har kontor över hela världen. 2010 öppnade Paypal regionkontor i Stockholm för den skandinaviska marknaden. Under åren 2002–2015 ägdes Paypal av auktionssajten Ebay. Under år 2015 delades bolagen upp i två fristående företag.    
Paypals omsättning 2012 låg på 5,6 miljarder US-dollar och den totala betalningsvolymen, det totala värdet av transaktioner, var 97 miljarder US-dollar, en ökning med 25 procent jämfört med det föregående året.

## Tjänster
Paypal fungerar som mellanhand för betalningar genom att betalare och mottagare kopplar ett eller flera betalkort till kontot – eller överför pengar från ett bankkonto till ett konto hos Paypal. När man betalar med Paypal dras pengarna från Paypal-kontot, om det finns pengar där, annars direkt från bankkontot eller kreditkortet. Pengar man får in till Paypal-kontot kan kostnadsfritt överföras till det egna bankkontot.
De betalningsuppgifter som registreras krypteras och lagras på Paypals servrar och lämnas inte ut till de webbplatser kunden handlar på. Paypal erbjuder även köpar- och säljarskydd.

### Begränsning av kontot
Det är inte speciellt vanligt men det kan hända att ett Paypal-konto blir begränsat, vilket kan tillfälligt påverka vad man kan göra med kontot. För att upphäva begränsningen behöver man ibland till exempel bekräfta sin identitet eller de uppgifter man använt. Paypal är en licensierad bank i Luxemburg och måste följa lokala lagar i landet kontot är skapat, samt europeisk och amerikansk lag. En begränsning kan bland annat bero på att man gjort något som strider mot Paypals användaravtal eller för att skydda Paypal-kontot mot obehöriga tredje parter. 

## Verksamhet
Paypal utför mot avgift betalningsprocesser åt online-försäljare, auktionssajter och andra kommersiella användare. Ibland tar Paypal även en avgift för transaktionskostnaden vid mottagandet av pengar (en andel av de överförda pengarna plus en ytterligare fast summa). Avgifterna som begärs beror på valutan, sättet att betala på, sändarens land, mottagarens land, hur mycket pengar som skickas och mottagarens kontotyp. Dessutom kan Ebay-köp med kreditkort utförda genom Paypal leda till en "utländsk transaktionsavgift" om säljaren befinner sig i ett annat land eftersom kreditkortsutfärdare automatiskt informeras om säljarens ursprungsland. Vidare tenderar Paypal att ordna med valutaväxlingen så att säljaren får sin önskade valuta och köparen betalar i sin lokala. De kringgår därmed kortbolagens valutaväxling, inte nödvändigtvis till fördel för betalaren.
Den 3 oktober 2002 blev Paypal ett helägt dotterbolag till Ebay. Företagets huvudkontor ligger i San Jose i Kalifornien vid Ebays dotterkontor på North First Street. Paypal har även betydande verksamhet i Omaha, Scottsdale och Austin i USA, Chennai, Dublin, Berlin och Tel-Aviv. Sedan juli 2007 bedriver Paypal även en Luxemburg-baserad bank.
Företaget fortsätter att fokusera på internationell tillväxt och tillväxt av dess Merchant Services-division som möjliggör betalningar online för detaljhandeln utanför Ebay.

### Sverige
Sveriges statliga myndigheter får inte använda betaltjänsten Paypal, varken för att betala eller ta emot betalning. Betaltjänsten ingår nämligen inte i de ramavtal för betaltjänster som Riksgäldskontoret upphandlat. Myndigheter, när de beställer över nätet, får istället betala med kort. Enligt direktiv skall ersättningar till myndighet, sättas in direkt på myndighetens bankkonto i bank, för att undvika ränteförluster.
En undersökning genomförd 2021 visade att 25 procent av de svenska internetanvändarna hade använt sig av Paypal under det senaste året.

## Historia

### Start
Dagens Paypal är resultatet av en hopslagning mellan Confinity och X.com i mars 2000. Confinity – ursprungligen ett Palm Pilot-betalnings och kryptografiföretag – grundades december 1998 av Max Levchin, Peter Thiel, Luke Nosek och Ken Howery. X.com grundades av Elon Musk i mars 1999 som ett Internetföretag för finansiella tjänster. Både Confinity och X.com startade sina webbsajter under senare delen av 1999. Båda företagen var lokaliserade i Palo Alto, University Avenue. Confinitys webbsajt fokuserade ursprungligen på att integrera trådlösa betalningar från Palm Pilots med epostbetalningar, medan X.com:s webbsajt inriktade sig på finansiella tjänster med epostbetalningar.
Vid Confinity var många av de ursprungliga rekryterna alumner från The Stanford Review (grundad av Peter Thiel) och de flesta tidiga ingenjörerna stammade från University of Illinois at Urbana-Champaign, rekryterade av Max Levchin. Till X.com rekryterade Elon Musk en stor mängd personal med kännedom om teknik och affärer inklusive många som var kritiska till huruvida det hopslagna företaget skulle bli framgångsrikt såsom Amy Klement, Sal Giambanco, Roelof Botha från Sequoia Capital, Sanjay Bhargava och Jeremy Stoppelman.
För att förhindra möjlig åtkomst för automatiserade bedrägerisystem använde Paypal ett system (se CAPTCHA) som lät användare skriva in nummer från en suddig bild, vilket fick namnet Gausebeck-Levchin testet.
Ebay noterade att den ökande volymen av sina online-betalningar och insåg att ett betalningssystem online skulle passa bra tillsammans med auktioner online. Ebay köpte Billpoint i maj 1999 innan Paypal existerade. Ebay gjorde Billpoint till sitt officiella betalningssystem och gav det namnet "eBay Payments" men skar ner dess funktionalitet till att enbart gälla betalningar i samband med Ebay-auktioner. På grund av detta blev Paypal listad i fler auktioner än Billpoint. I februari 2000 användes Paypal-tjänsten uppskattningsvis i 200 000 dagliga auktioner medan Billpoint (i sin beta-version) bara användes i 4000 auktioner. I april 2000 var det fler än 1 000 000 auktioner som förespråkade Paypal-tjänsten. Paypal avancerade sin position och blev det första Dot-com företaget som blev börsintroducerat efter 11 september-attackerna.

### Uppköpta av Ebay
I oktober 2002 blev Paypal uppköpta av Ebay för 1,5 miljarder US-dollar. Paypal hade tidigare varit den betalningsmetod som mer än 50 procent av Ebay-användarna valde och tjänsten konkurrerade med Ebays dotterbolag Billpoint, Citibanks c2it, vars tjänster stängde under senare delen av 2003, samt Yahoos PayDirect, som stängdes under senare delen av 2004. Western Union tillkännagav i december 2005 att man stängde ner sin BidPay-tjänst men sålde tjänsten därefter år 2006 till CyberSource Corporation. BidPay upphörde senare med sina tjänster den 31 december 2007. Några konkurrenter som erbjuder en del av Paypals tjänster, såsom Google Checkout, Wirecard, Moneybookers, 2Checkout, CCNow och Kagi är fortfarande verksamma trots det faktum att eBay nu krävde att alla användare som säljer på Ebays sajter i Australien och Storbritannien skulle erbjuda endast PayPal vid betalningar. Senare ändrade Ebay sin ståndpunkt och krävde att säljare som använder Ebay Australia måste erbjuda Paypal som ett betalningsalternativ (men inte nödvändigtvis som det enda alternativet). De accepterade betalningsmetoderna inbegriper bankinsättningar, checkar och en:money orders, en:escrow och kreditkort (processade av andra än Paypal).

### Uppköp
- I januari 2008 förvärvade Paypal Fraud Sciences – ett privatägt, nystartat, israeliskt företag med expertkunskap i verktyg för att hantera risker online – för 169 miljoner amerikanska dollar. Avsikten med köpet är att förstärka Ebay och Paypals proprietära bedrägerihanteringssystem och påskynda utvecklingen av förbättrade bedrägerispårningsmetoder.[23]
- I november 2008 förvärvade företaget Bill Me Later, ett företag för betalningstjänster online och transaktionskrediter för fler än 1 000 online-grossister i USA.[24]
- I december 2013 förvärvade Paypal Venmo – en tjänst där man med en mobilapp kan överföra pengar mellan privatpersoner, eller från privatpersoner till nätsajter, detta inom USA. År 2018 infördes ögonblickliga överföringar. Överföringar gjordes för 62 miljarder dollar 2018.[25]

## Säkerhet

### Säkerhetsnyckel
Under första delen av 2006 införde Paypal en valfri säkerhetsnyckel som ytterligare säkerhetsåtgärd mot bedrägeri. Ett användarkonto bundet till en säkerhetsnyckel har en annan inloggningsprocess: kontoinnehavare knappar in login-ID och lösenord som vanligt men blir sedan uppmanade att trycka på knappen på säkerhetsnyckeln och knappa in det sexsiffriga numret som genereras av den. Denna tvåstegs autentisering är avsedd att förhindra ett konto från att bli komprometterad av en illvillig tredje part som saknar tillgång till den fysiska säkerhetsnyckeln. Emellertid kan användaren (eller en illvillig tredje part) alternativt autentiseras genom att tillhandahålla kreditkortet eller bankkontonumret som är knutet till kontot. Alltså erbjuder Paypals system inte den säkerhet som en äkta tvåstegsautentisering har.
Nyckeln kostar för närvarande en engångskostnad på 5 US dollar för alla användare.  Möjligheten att använda en säkerhetsnyckel med ens konto går för närvarande bara för användare registrerade i Australien, Tyskland, Kanada, Storbritannien och USA.

### Autenticering via mobil
Det är också möjligt att använda en mobiltelefon för att ta emot ett MTAN (Mobile Transaction Authentication Number) via SMS, emellertid har detta säkerhetsschema kända svagheter.